# توم رووي (مغني)
توم رووي (بالإنجليزية: Tom Rowe)‏ هو مغني أمريكي، ولد في 4 نوفمبر 1950، وتوفي في 17 يناير 2004.

## روابط خارجية
- توم رووي على موقع IMDb (الإنجليزية)
- توم رووي على موقع ميوزك برينز (الإنجليزية)
- توم رووي على موقع ديسكوغز (الإنجليزية)